# Die Glücksbärchis
Die Glücksbärchis (engl.: Care Bears, in Deutschland anfangs als Hab-Dich-lieb Bärchis vermarktet) sind Zeichentrickfiguren aus den 1980er-Jahren und wurden in Deutschland vor allem durch ihre Fernsehserie und Filme bekannt. In Deutschland werden sie auf dem Fernsehsender KIKA bis heute ausgestrahlt.

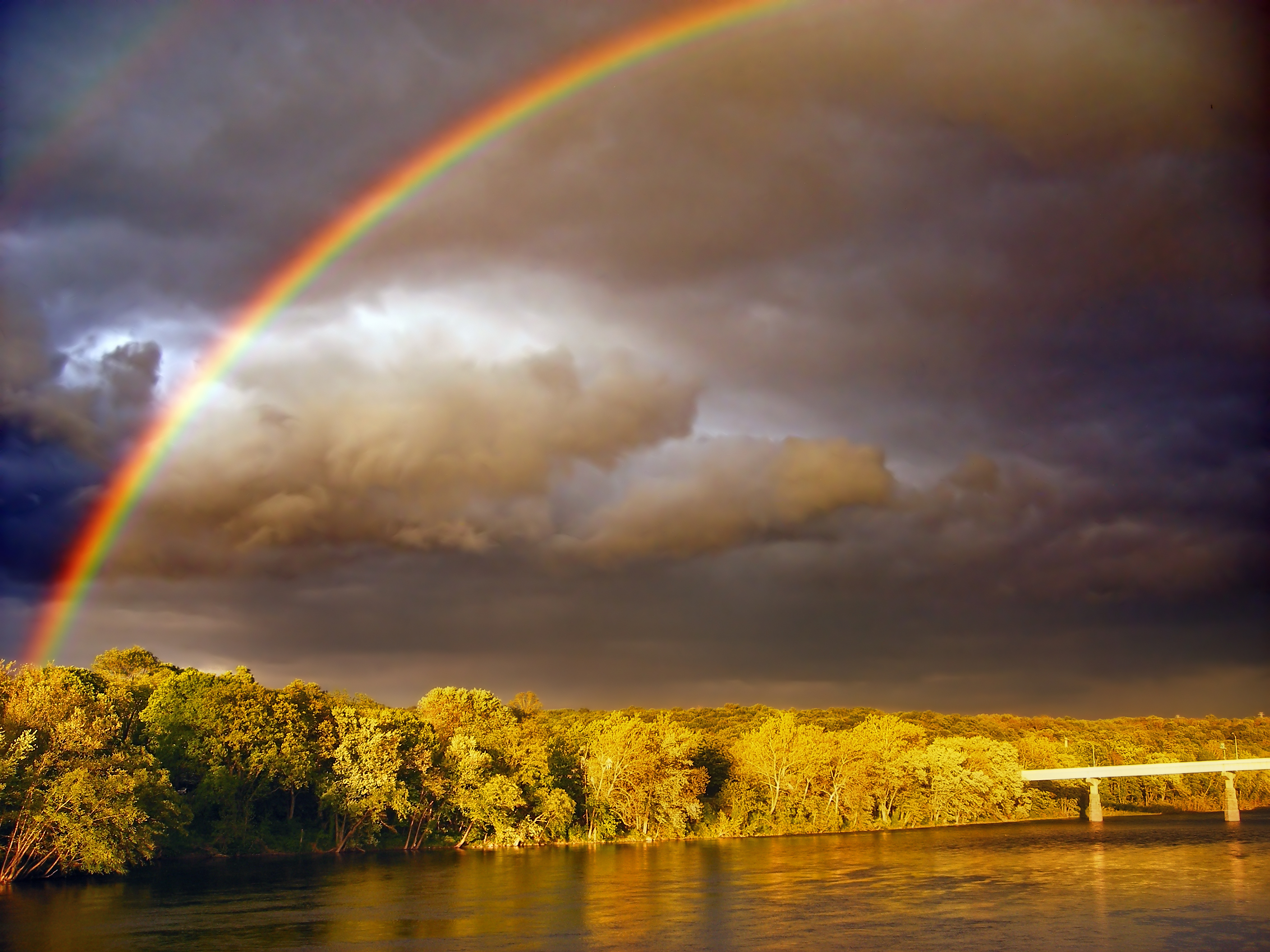
Regenbogen und Wolken spielen bei den Glücksbärchis eine große Rolle

## Die Entstehung
1981 wurden von der Glückwunschkartenfirma American Greetings mit Sitz in Cleveland neue Grußkartenfiguren, die Glücksbärchis, entworfen. Die originalen Zeichnungen stammen von Elena Kucharik. Die kleinen Bärchen fanden so viel Anklang bei den Kunden, dass 1983 eine ganze Palette von Merchandising-Produkten auf den Markt kam, z. B. Plüschbären, Sammelfiguren, Bücher, Stickeralben und sogar Bettwäsche. Später wurden auch diverse PC- und Konsolenspiele produziert.
Die Firma American Greetings erlangte in dieser Zeit bereits durch die Produktion von der Figur Emily Erdbeer (engl. Orig. Strawberry Shortcake) sehr große Beliebtheit.

## Die Figuren

### Die Bärchis
Die Glücksbärchis leben zusammen mit dem Wolkenwächter (Cloud Keeper) und kleinen, fliegenden Sternen und Herzen im Wolkenland (Kingdom of Caring). Das Wolkenland besteht aus dem Herzbärchiland (Care a Lot), dem Wald der Gefühle (Forest of Feelings) und dem Paradiesischen Tal (Paradise Valley). Sie wachen über die Menschen, insbesondere über die Kinder. Wenn Schwierigkeiten auftreten, versammeln sich alle Glücksbärchis im Herzsaal (Hall of Hearts) und lesen anhand ihres Glücksbarometers die Gefühle der Menschen ab. Hat jemand ein Problem, erscheinen die Bärchis mit ihrem Wolkenmobil bzw. Regenbogenstrahl und helfen. Wenn die Situation brenzlig wird, setzen sie ihre Glücksstrahlen ein und verbannen so negative Gefühle.
Charakteristisch für jedes Glücksbärchi ist die Fellfarbe sowie das individuelle Symbol auf dem Bauch. Ihre Persönlichkeitsmerkmale und Hauptaufgaben tragen die Figuren meist schon in ihren Namen. Beispielsweise kümmert sich Freundschaftsbärchi um Freundschaften, Schlummerbärchi sorgt für schöne Träume und Wunschbärchi erfüllt Wünsche.
Seit den 1980er-Jahren wurde das Aussehen einzelner Bärchis verändert. Zu Beginn der Serie umfasste die Bärchis-Familie zehn Mitglieder. Im weiteren Verlauf der Serie wurden es jedoch immer mehr.

#### Die ersten Bärchis
| Deutscher Name      | Originalname (englisch) | Fellfarbe      | Bauchsymbol                                                | Aufgabe/Eigenschaften | Trivia                                                                                             |
| ------------------- | ----------------------- | -------------- | ---------------------------------------------------------- | --- | -------------------------------------------------------------------------------------------------- |
| Schmusebärchi       | Tenderheart Bear        | ocker          | rot eingerahmtes Herz                                      | Ist der Chef der Glücksbärchis und trifft die Entscheidungen. Seine besondere Fähigkeit ist es, anderen Bärchis und Cousins ihre Zeichen und Kräfte zu geben. | |
| Freundschaftsbärchi | Friend Bear             | pfirsichfarben | zwei gekreuzte, lächelnde Blumen                           | Freundschaften erhalten | Im Originalen ist er ein Glücksbärchi weiblichen Geschlechts, im Deutschen ist er jedoch männlich. |
| Schlummerbärchi     | Bedtime Bear            | blau           | schläfriger blauer Halbmond                                | Schöne Träume, ist selbst oft schläfrig | |
| Geburtstagsbärchi   | Birthday Bear           | orange-gelb    | Geburtstagskuchen mit Kerze                                | Geburtstage vorbereiten | |
| Hurrabärchi         | Cheer Bear              | pink           | Regenbogen                                                 | Glücklichkeit verbreiten, ist selbst meist glücklich und zudem sportlich                                                                                      | |
| Brummbärchi         | Grumpy Bear             | dunkelblau     | Regenwolke mit Herzen als Regentropfen                     | Ist oft griesgrämig, mürrisch und unzufrieden | |
| Sonnenscheinbärchi  | Sunshine Bear           | leuchtend gelb | lachende Sonne                                             | Scherze und Streiche ausführen | |
| Glücksbärchi        | Good Luck Bear          | grün           | vierblättriges Kleeblatt                                   | Ist ein Glücksbringer für andere | |
| Lieb-mich-Bärchi    | Love-a-Lot Bear         | dunkelrosa     | zwei miteinander verbundene Herzen unterschiedlicher Farbe | Kann Paare zusammenbringen | |
| Wunschbärchi        | Wish Bear               | mintgrün       | lachende Sternschnuppe                                     | Erfüllt anderen ihre Wünsche | |

#### Die nachfolgenden Bärchis
| Deutscher Name       | Originalname (englisch) | Fellfarbe                           | Bauchsymbol                                                                      | Aufgabe/Eigenschaften                                                                                                   | Trivia |
| -------------------- | ----------------------- | ----------------------------------- | -------------------------------------------------------------------------------- | --- | --- |
| Treue-Bärchi         | True Heart Bear         | aktuell bunt, früher cremefarben    | bunter Stern mit Herz im Inneren                                                 | Ist sozusagen die Mutter aller Glücksbärchis und hat sich um die anderen Bärchis gekümmert, als diese noch Babys waren. | Anders als die anderen Glücksbärchis trägt sie eine bunte Haarsträhne. Sie ist das erste Bärchi, das vom großen Mond ein Zeichen bekam. |
| Geheimnisbärchi      | Secret Bear             | aktuell orange, früher pink         | herzförmiges Vorhängeschloss                                                     | Geheimnisse für sich behalten                                                                                           | Meist teilt sie sich nur pantomimisch mit oder flüstert ihrem Gegenüber etwas ins Ohr.                                                  |
| Siegerbärchi         | Champ Bear              | aktuell blau, früher leuchtend gelb | Pokal mit Herz                                                                   | Andere trainieren und sie dabei unterstützen zu gewinnen, ist sehr sportlich                                            | |
| Teile-gern-Bärchi    | Share Bear              | violett                             | aktuell zwei Lollipops mit Herzen, früher ein Milchshake mit zwei Strohhalmen    | Bringt den Menschen bei, wie man teilt                                                                                  | |
| Oma Bärchi (Omimi)   | Grams Bear              | blaugrau                            | Rose mit Schleife                                                                | Ist die Großmutter der ganzen Bärchifamilie und kümmert sich um den Nachwuchs                                           | |
| Baby Liebkos         | Baby Hugs Bear          | hellrosa                            | geöffnetes Herz, in dem ein Stern steckt                                         | Will, wenn sie erwachsen ist, den Menschen helfen                                                                       | Ist die Schwester von Baby Gernegroß.                                                                                                   |
| Baby Gernegroß       | Baby Tugs Bear          | hellblau                            | Stern in einer Windel                                                            | Möchte lernen, wie er ein Glücksbärchi sein kann                                                                        | Ist der Bruder von Baby Liebkos. |
| Lachbärchi           | Laugh-a-lot Bear        | orange                              | lachender Stern                                                                  | Ist tollpatschig und überdreht, lacht viel                                                                              | |
| Überraschungsbärchi  | Surprise Bear           | magenta                             | Schachtel mit einem Stern darin                                                  | Überraschungen planen                                                                                                   | |
| Pass-auf-Bärchi      | Take Care Bear          | aktuell violett, früher orange      | aktuell ein Herz, welches einen Stern umarmt – früher ein roter, lachender Apfel | Sorgt dafür, dass alle gut auf sich selbst aufpassen                                                                    | |
| Harmoniebärchi       | Harmony Bear            | dunkelviolett                       | aktuell eine lachende Blume, früher drei herzförmige Noten                       | Sorgt für harmonisches Zusammenleben, mag Musik                                                                         | |
| Tagtraumbärchi       | Daydream Bear           | graublau                            | aktuell ein herzförmiger Planet, früher zwei Herzluftballons                     | Träumt meistens vor sich hin                                                                                            | |
| Waldfreunde-Bärchi   | Forest Friend Bear      | orange                              | Waldszene mit einem Bär, Hase und Bäumen im Hintergrund                          | Beschützt die Wälder und die darin lebenden Tiere                                                                       | Wurde speziell für den britischen World Wildlife Fund entwickelt. Er wird auch Umweltbärchi genannt.                                    |
| Meeresfreunde-Bärchi | Sea Friend Bear         | hellblau                            | Sonne über einer Welle                                                           | Bewacht die Meere und deren Bewohner                                                                                    | Wurde ebenfalls wie Waldfreunde-Bärchi extra für den britischen Naturschutzbund World Wildlife Fund entworfen.                          |

#### Die neuen Bärchis
| Deutscher Name        | Originalname (Englisch) | Fellfarbe | Bauchsymbol                                                                          | Aufgabe/Eigenschaften                                           | Trivia                         |
| --------------------- | ----------------------- | --------- | ------------------------------------------------------------------------------------ | --------------------------------------------------------------- | ------------------------------ |
| Schüchternheitsbärchi | Bashful Heart Bear      | blaugrün  | Regenbogenwolke, die ein Herz verdeckt                                               | Still und zurückhaltend                                         |                                |
| Amerika-Bärchi        | America Cares Bear      | weiß      | Sternschnuppe in den Farben der amerikanischen Flagge                                | Ist ausgesprochen patriotisch und liebt Amerika über alles      | Ist nur in Amerika erhältlich. |
| Tu-Dein-Bestes-Bärchi | Do-Your-Best Bear       | hellgrün  | bunter Drache                                                                        | Einen Drachen fliegen lassen, versucht immer sein Bestes zu tun |                                |
| Bester-Freund-Bärchi  | Best Friend Bear        | violett   | Regenbogen, an dessen Enden sich ein lachendes Herz und ein lachender Stern befindet | Will allen eine gute Freundin sein                              |                                |
| Dankeschön-Bärchi     | Thanks-a-lot Bear       | hellblau  | Sternschnuppe                                                                        | Dankbarkeit zeigen                                              |                                |
| Hoffnungsbärchi       | Hopeful Heart Bear      | magenta   | strahlendes Herz                                                                     | Gibt niemals die Hoffnung auf                                   |                                |
| Wunderherz-Bärchi     | Wonderheart Bear        | pink      | dreifärbiges Herz                                                                    | Ist das jüngste und kleinste Glücksbärchi im Wolkenland         |                                |

### Die Cousins
Die Cousins der Glücksbärchis leben im Wald der Gefühle und kommen sofort herbei, wenn die Glücksbärchis in Schwierigkeiten stecken. Anders als die Glücksbärchis sind sie keine Bären, sondern bestehen aus jeweils verschiedenen Tierarten. Auch sie haben eine eigene Farbe und ein Symbol auf dem Bauch, mit dem sie Glücksstrahlen aussenden können.
Die Cousins sind insgesamt 12 unterschiedliche Tiere.
| Deutscher Name                                       | Originalname (Englisch) | Tierart   | Farbe                                             | Bauchsymbol                            | Aufgabe/Eigenschaften | Trivia |
| ---------------------------------------------------- | ----------------------- | --------- | ------------------------------------------------- | -------------------------------------- | --- | --- |
| Leo Löwenherz                                        | Brave Heart             | Löwe      | orange                                            | rotes Herz mit Krone                   | Chef der Cousins und bestimmt, was zu tun ist | |
| Rossi Edelherz                                       | Noble Heart             | Pferd     | violett                                           | buntes Herz mit einem Stern im Inneren | Ist sozusagen der Vater der Glücksbärchi-Cousins. Er achtet auf den Wald der Gefühle und beschützt die Cousins, seit diese Babys waren. | Rossi Edelherz ist überwiegend in der Nähe von Treue-Bärchi. Genau wie diese bekam auch er sein Zeichen vom großen Mond. Außerdem besitzt er wie Treue-Bärchi eine bunte Strähne/Mähne. |
| Affe Klettermax                                      | Playful Heart           | Affe      | blassbraun                                        | Herz mit Konfetti und Tröte            | Blödsinn treiben und klettern | |
| Watschel Paddelherz                                  | Cozy Heart              | Pinguin   | violett                                           | Herz mit Wollmütze                     | Sehr hilfsbereit | Sie zählt als Einzige der Glücksbärchi-Familie nicht zur Klasse der Säugetiere. |
| Waschbär Schlauherz (im ersten Film noch Sonnenherz) | Bright Heart            | Waschbär  | violett                                           | herzförmige Glühlampe                  | Schlau und kann schwere Probleme lösen | |
| Dumbo Großherz (im ersten Film noch Jumbo Großherz)  | Lotsa Heart             | Elefant   | pink                                              | ein mit Herzen geschmücktes Gewicht    | Mutig und laut | |
| Bunny Sauseherz                                      | Swift Heart             | Kaninchen | blau                                              | Herz mit zwei Engelsflügeln            | Sehr schnell, liebt es Rennen zu laufen | |
| Lämmlein Sanftherz                                   | Gentle Heart            | Schaf     | helles mintgrün                                   | rotes, herzförmiges Kissen             | Gutherzig, manchmal auch verzweifelt | Ihre Sätze werden gewöhnlich mit einem Blöken begleitet. |
| Hündchen Treuherz                                    | Loyal Heart Dog         | Hund      | blau                                              | herzförmige Medaille                   | Hilft seinen Freunden, ist offen, ehrlich, aufrichtig und loyal | |
| Kätzchen Stolzherz                                   | Proud Heart             | Katze     | braun-orange                                      | rosa Stern mit Herz im Inneren         | Perfektionistisch | |
| Schweinchen Wonneherz                                | Treat Heart             | Schwein   | knallgelb                                         | Waffel mit Eis in Herzform             | Isst gerne mit einer Vorliebe für Süßigkeiten, mag Feste und hilft bei Vorbereitungen | |
| Bärchi Panda                                         | Perfect Panda           | Panda     | aktuell schwarz-weiß, früher grau- schwarz-weiß   | sternförmige Medaille mit Band         | Ist eine Hälfte des Panda Duos, welches durch seine Schwester Bärchi Pandi ergänzt wird. Die Geschwister leben gemeinsam im paradiesischen Tal. Sie ergänzen sich so perfekt, dass sie immer in Reimen sprechen und ihre Sätze gegenseitig beenden. | |
| Bärchi Pandi                                         | Polite Panda            | Panda     | aktuell magenta-weiß, früher violett-schwarz-weiß | pinke Rose mit gelbem Band             | Ist eine Hälfte des Panda Duos, welches durch ihren Bruder Bärchi Panda ergänzt wird. Die Geschwister leben gemeinsam im paradiesischen Tal. Sie ergänzen sich so perfekt, dass sie immer in Reimen sprechen und ihre Sätze gegenseitig beenden.    | |

### Bösewichte
| Deutscher Name              | Originalname (Englisch)             | Ersterscheinung                                     | Ziel |
| --------------------------- | ----------------------------------- | --------------------------------------------------- | --- |
| Nicholas und der böse Geist | The Evil Spirit/Nicholas Cherrywood | The Care Bears Movie (1985)                         | Der böse Geist versucht mit Nicholas’ Hilfe die Liebe der Menschen in Hass umzuwandeln. |
| Zaubermax                   | The Dark Heart                      | The Care Bears’ Movie 2 – A new Generation (1986)   | Er will das Mädchen Christy dazu bringen die Glücksbärchis zu fangen, damit er das Herzbärchiland zerstören kann. |
| Der böse Zauberer           | The Wizard of Wonderland            | The Care Bears Adventure in Wonderland (1987)       | Will der neue König des Wunderlands werden und hat deshalb von seinen Gehilfen Dim und Dumb die Prinzessin entführen lassen.                                                                                           |
| Prof. Kaltherz              | Prof. Coldheart                     | The Care Bears Family: Staffel 1, Episode 1 (1986)  | Er und sein Gehilfe Frostbeule (engl.: Frostbite) wollen die Welt einfrieren, dann würden Gefühle wie Liebe nicht mehr existieren. Ab und zu hilft auch Tante Frosta (engl.: Aunt Frosty) bei diesen Plänen mit.       |
| Dr. Angst                   | Dr. Fright                          | The Care Bears Family: Staffel 1, Episode 8 (1986)  | Dr. Angst ist einer der Diener von Meister Herzlos, der versucht die Glücksbärchis und die Menschen mit Hilfe von Angst und Schrecken zu besiegen.                                                                     |
| Meister Herzlos             | No Heart                            | The Care Bears Family: Staffel 1, Episode 1 (1986)  | Will zusammen mit seinem Gehilfen Biestli (engl.: Beastly) und seiner Nichte Schreihals (engl.: Shrieky) den Glücksbärchis ins Handwerk pfuschen. Immer wenn sie etwas Gutes tun wollen, versucht er es zu verhindern. |
| Biestli                     | Beastly                             | The Care Bears Family: Staffel 1, Episode 1 (1986)  | Als Diener von Meister Herzlos ist er ständig unterwegs, um die Glücksbärchis zu fangen. |
| Schreihals                  | Shreeky                             | The Care Bears Family: Staffel 2, Episode 14 (1987) | Schreihals ist die Nichte von Meister Herzlos. Gemeinsam mit ihrem „Haustier“ Beastly versucht sie immer die Glücksbärchis zu fangen, damit ihr Onkel nach einem Weg suchen kann die Glücksstrahlen umzukehren.        |

## Die Filme
Inzwischen gibt es insgesamt fünf große Glücksbärchi-Filme: Der Glücksbärchi-Film, Die Glücksbärchis im Abenteuerland, Die Glücksbärchis – Abenteuer im Wunderland, Die Glücksbärchis – Die Reise ins Land Scherze-viel und Die Glücksbärchis – Der große Wunsch.

### Der Glücksbärchi-Film
(The Care Bears’ Movie)
- Regie: Arna Selznick
- Laufzeit: 72 Minuten
- Produktion: Kanada 1985.

Während Geheimnisbärchi und Freundschaftsbärchi die beiden Waisenkinder Kim und Jason ins Herzbärchireich holen, damit sie von dort aus neue Eltern für die beiden finden, möchte sich Schmusebärchi um den einsamen Zauberlehrling Nicholas kümmern. Doch Nicholas befreit versehentlich den bösen Geist aus einem Buch, der sofort Besitz von Nicholas ergreift und die Gefühle der Menschen vergiften will. Da die Liebe in der Welt durch den Zauber immer mehr verschwindet, gerät auch das Wolkenland in Gefahr. So funktioniert der Regenbogenrettungsstrahl nicht mehr und die Kinder Kim und Jason landen mit ihren beiden Bärchis nicht auf der Erde, sondern im Wald der Gefühle, wo sie die Cousins kennenlernen. Die restlichen Bärchis machen sich mit ihrem Wolkenschiff auf die Suche nach den Verschwundenen und treffen unterwegs auch einige Cousins. Gemeinsam ziehen alle los, um den bösen Geist aufzuhalten und Nicholas aus dessen Bann zu befreien. Nachdem die Gefahr gebannt ist, werden die Cousins in die Familie der Glücksbärchis aufgenommen und erhalten ihre Glücksstrahlensymbole.

### Die Glücksbärchis im Abenteuerland 2
(The Care Bears’ Movie 2 – A new Generation)
- Regie: Dale Schott
- Laufzeit: 77 Minuten
- Produktion: USA 1986.

Der Film spielt während der Kinderzeit der Glücksbärchis und ihrer Cousins. Treuebärchi und Rossi-Edelherz haben beim Babysitten alle Hände voll zu tun. Die Geschwister Dawn und John sind aus ihrem Ferienlager weggelaufen, weil sie bei den Campwettspielen immer verloren haben und von anderen geärgert wurden. Sie verlaufen sich im Wald. Natürlich kommen ihnen die Glücksbärchis zur Hilfe. Doch während Dawn und John geholfen werden kann, ist ein anderes Mädchen aus dem Camp in Schwierigkeiten. Der Bösewicht Zauber Max macht dem Mädchen Christy das Angebot, für ihren Sieg bei allen Wettbewerben zu sorgen, wenn sie ihm hilft die Glücksbärchis zu fangen.
Der Film widerspricht dem ersten Film. Während im ersten Film die Bärchis den Wald der Gefühle und seine Tiere erst im Erwachsenenalter kennenlernen, sind im zweiten Tiere und Bärchis schon als Kinder zusammen und kennen bereits den Wald der Gefühle.

### Die Glücksbärchis – Abenteuer im Wunderland
(The Care Bears’ Adventures in Wonderland)
- Regie: Raymond Jafelice
- Laufzeit: 73 Minuten
- Produktion: USA 1987.

In diesem Film geraten die Glücksbärchis mitten in Lewis Carrolls Alice im Wunderland. Das weiße Kaninchen taucht im Herzbärchireich auf, um seinen Neffen Bunny Sauseherz um Hilfe zu bitten. Denn der böse Zauberer hat die Prinzessin des Wunderlands entführt und will nun selbst König werden. Während sie überall nach der Prinzessin suchen, finden die Bärchis das Mädchen Alice, das glaubt nicht besonders oder einzigartig zu sein. Da Alice der verschwundenen Prinzessin so ähnlich sieht, soll sie deren Platz im Wunderland bis zu ihrer Rückkehr einnehmen. Doch der geheime Eingang ins Wunderland wird vom bösen Zauberer zerstört, so dass sie erst in den Herzpalast müssen. Die Gehilfen des Zauberers Dim und Dumb versuchen alles,  um die Bärchis aufzuhalten.

### Die Glücksbärchis – Die Reise ins Land Scherze-viel
(The Care Bears – Journey to Joke-a-lot)
- Regie: Mike Fallows
- Laufzeit: 78 Minuten
- Produktion: USA/Kanada 2004.

Bei diesem Film handelt es sich um eine Computeranimation.
Sonnenscheinbärchi treibt weiterhin seine Scherze im Herzbärchiland, die allerdings schiefgehen. Weil er deswegen so enttäuscht ist, macht er sich auf die Suche nach einem Ort, wo man seine Späße schätzt und mit ihm lacht. Schon bald gelangt er ins Land Scherze-viel und ist dort gleich so beliebt, dass er zum König des Landes ernannt wird. Die anderen Glücksbärchis vermissen ihren Freund aber so sehr, dass sie sich auf den Weg machen, ihn zurückzuholen.

### Die Glücksbärchis – Der Große Wunsch
(The Care Bears Big Wish Movie)
- Regie: Larry Jacobs, Ron Pitts.
- Laufzeit: 75 Minuten
- Produktion: USA 2005.

Auch dieser Film wurde computeranimiert.
Wunschbärchi hat das Gefühl, dass die anderen Bärchis ihre Wünsche nicht so ernst nehmen. Deswegen will sie zusammen mit ihrem Wünschestern Twinkers andere Bären finden, die sich genauso gerne etwas wünschen wie sie selbst. Durch Twinkers Wunschzauber erscheinen drei neue Bärchifreunde.

## Die Serien
Von den Glücksbärchis und ihren Cousins gibt es fünf verschiedene Serien.

### Specials (1983–1984)
Das erste Special ist der 30-minütige Film Die Glücksbärchis im Land ohne Gefühle (The Care Bears in The Land Without Feelings), der bereits 1983 gezeichnet wurde. Hier treffen die Glücksbärchis zum ersten Mal auf ihren Gegner Professor Kaltherz. Der Junge Kevin, der nicht mit dem Umzug seiner Familie einverstanden ist, läuft von zuhause fort und gerät in die Hände von Professor Kaltherz der ihn zu seinem Sklaven macht. Gemeinsam mit Kevins Freundin Donna müssen die Glücksbärchis den Jungen retten.
Das zweite Special ist ebenfalls ein 30-minütiger Film mit dem Namen Die Glücksbärchis gegen die Gleichgültigkeitsmaschine (The Care Bears Battle the Freeze Machine), der 1984 produziert wurde. Auch hier ist Professor Kaltherz der Bösewicht der Geschichte. Der kleine Paul wird wegen seiner Basteleien von den anderen Kindern geärgert und will sich an ihnen rächen. Professor Kaltherz zwingt Paul dazu seine Gleichgültigkeitsmaschine zu reparieren, mit der er alle Kinder einfrieren will. Nur die Glücksbärchis können jetzt noch helfen.
Beide Specials erschienen im November 2018 durch Pidax Film auf DVD.

### Die Glücksbärchis (1985)
1985 erschien die von DiC Entertainment produzierte Serie Die Glücksbärchis, die elf Doppelfolgen umfasst. Im Vorspann werden die Glücksbärchis hier als himmlische Bärchen besungen. Pidax Film veröffentlichte die komplette Serie in deutscher Sprache im November 2018 auf DVD, als Extra sind die beiden Specials in zwei deutschen Fassungen sowie ein Comic zur Serie als PDF enthalten.
US-Erstausstrahlung: Vom 14. September bis 23. November 1985.
Deutsche Erstausstrahlung: Ab 5. Dezember 1987 auf RTLplus.

### Die Glücksbärchis (1986–1988)
1986–1988 entwickelte Nelvana eine weitere Glücksbärchis-Serie (auch Die himmlischen Teddybären, engl. The Care Bears Family), die sich aus 49 Folgen zusammensetzt. Das Titellied wurde nun dem Original angepasst und verwendet jetzt die bekannte Textzeile Ich möcht ein Glücksbärchi sein ... (engl. I wanna be a Care Bear ...).

### Glücksbärchis (2007–2008)
In den Jahren 2007–2008 erschien in den USA eine weitere Serie unter dem Namen Care Bears: Adventures in Care-A-Lot, die im März 2009 in Deutschland unter dem Titel Glücksbärchis (Care Bears) im KiKA Fernsehpremiere hatte. Die Protagonisten in dieser Serie bilden eine Gruppe aus fünf Glücksbärchis. Diese sind ein neuer grüner kindhafter Glücksbärchi namens Uupsibärchi (Oopsy Bear) sowie die bereits in den vorherigen Generationen erschienenen Glücksbärchis Teile-Gern-Bärchi (Share Bear), Hurrabärchi (Cheer Bear), Sonnenscheinbärchi (Funshine Bear) und Brummbärchi (Grumpy Bear). Diese fünf Hauptrollen leben zusammen mit anderen Glücksbärchis im Wolkenland und werden manchmal von guten Freunden wie beispielsweise von den Wölkchen oder auch von menschlichen Kindern wie Melina und Emma besucht. Jedoch werden die Glücksbärchis im Wolkenland auch manchmal durch den bösartigen Bären Grizzle terrorisiert, welcher in dieser Serie der Antagonist ist und in der Villa Rost lebt. Aber die Glücksbärchis kommen gegen seine heimtückischen Erfindungen immer erfolgreich an und retten regelmäßig den Tag. Das Vorspannlied dieser Serie trägt den Titel Wir sind die Glücksbärchis beziehungsweise We are the Care Bears und ist ein Vier-Viertel-Takt-Lied in D-Dur. In der Originalversion wird dieses Lied von der Sängerin Kay Hanley gesungen.

### Glücksbärchis – Willkommen im Wolkenland (2012)
2012 entstand mit Glücksbärchis – Willkommen im Wolkenland (Care Bears: Welcome to Care-a-Lot) eine CGI-Neuauflage, die ab Mai 2015 in Deutschland im KiKA zu sehen war.

### Glücksbärchis & Co. (2015–2016)
2015 bis 2016 schuf Netflix die bisher neueste, ebenfalls animierte Neuauflage mit dem Titel Glücksbärchis & Co. (Care Bears & Cousins). Die deutsche TV-Erstausstrahlung erfolgt seit dem 11. Juni 2018 im KiKA.